# Dan Stone
Dan Stone (geboren 26. April 1971) ist ein britischer Neuzeithistoriker.

## Leben
Dan Stone wurde 1996 am New College der Universität Oxford mit der Dissertation Constructing the Holocaust promoviert. Stone ist Professor für Neue Geschichte und Direktor des Holocaust Research Centre am Royal Holloway in London. Stone hat sechzehn Bücher und siebzig Artikel veröffentlicht (Stand 2016). Er ist Mitherausgeber der Zeitschrift Patterns of Prejudice.
Stone plante ab 2016 ein dreijähriges Forschungsprojekt in den Beständen des Internationalen Suchdienstes in Arolsen, heute Arolsen Archives, welches er in seinem Buch Fate unknown: Tracing the Missing after World War II and the Holocaust veröffentlichte.

## Schriften (Auswahl)

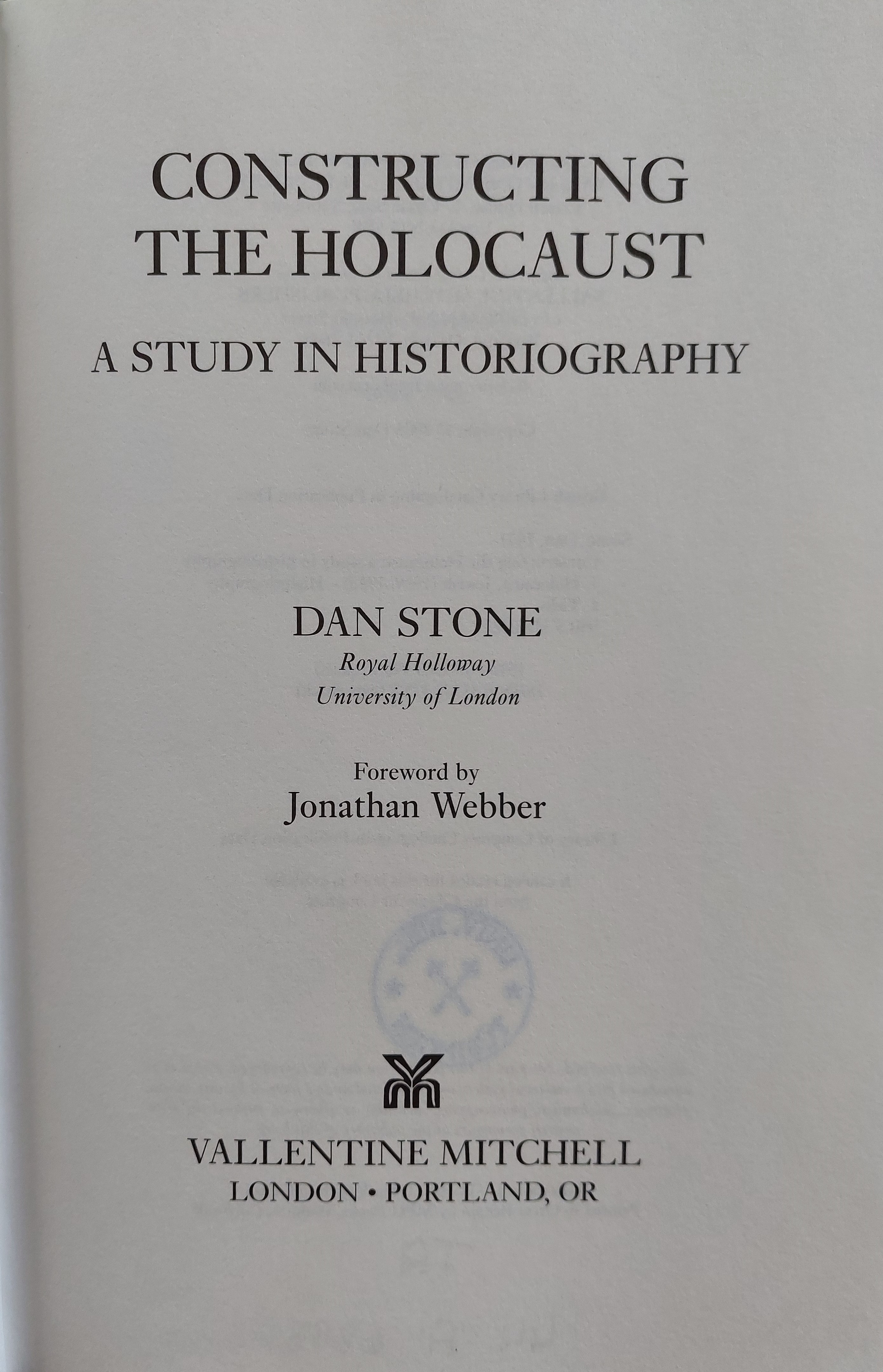
Constructing the Holocaust (2003)

- Responses to Nazism in Britain : 1933-1939 : before war and the Holocaust. Basingstoke: Palgrave Macmillan, 2003 ISBN 0333994051
- (Hrsg.): The historiography of the Holocaust. Basingstoke: Palgrave Macmillan, 2004
- A. Dirk Moses, Dan Stone: Colonialism and genocide. London : Routledge, 2007
- The Holocaust and historical methodology. New York, NY : Berghahn Books, 2012
- Goodbye to All That? The Story of Europe since 1945. Oxford: Oxford University Press, 2014
- The Liberation of the Camps: The End of the Holocaust and its Aftermath. New Haven: Yale University Press, 2015
- Concentration Camps: A Short History. Oxford: Oxford University Press, 2017
- Fate unknown: Tracing the Missing after World War II and the Holocaust Oxford University Press, Oxford 2023 ISBN 978-0-19-884659-8